# Imtiaz Ali
Imitiaz Ali (né le 16 juin 1971) est un réalisateur et un scénariste indien. Sa comédie romantique, Jab We Met (2007), a remporté un grand succès.

## Vie personnelle
Imitiaz Ali est né dans une famille musulmane, il fréquente la D.B.M.S. English School de Jamshedpur (Bihar), où ses parents possèdent des salles de cinéma (Star Talkies, Jamshedpur Talkies et Karim Talkies). Il poursuit ses études au Hindu College de la Delhi University où il fait du théâtre, puis il étudie le marketing et la publicité au St Xaviers College de Mumbai. 

## Carrière
Après avoir travaillé pendant sept ans pour la télévision, Imitiaz Ali se tourne vers le cinéma et Bollywood. Il commence par jouer un petit rôle dans Black Friday, le film de son ami Anurag Kashyap. Puis, en 2005, il écrit et réalise Socha Na Tha avec Abhay Deol et Ayesha Takia. Il rencontre le succès en 2007 avec son second long métrage, Jab We Met. Cette comédie romantique au scénario conventionnel, se distingue par son naturel et sa vivacité et surtout par la qualité de l'interprétation des acteurs principaux, Shahid Kapoor et Kareena Kapoor. Le film est un succès tant critique que populaire qui se classe à la douzième place du boxoffice indien. Son troisième film, Love Aaj Kal (2009), réunit Saif Ali Khan et Deepika Padukone et est également un énorme succès commercial. Son film suivant, Rockstar met en vedette Ranbir Kapoor et Nargis Fakhri, mannequin et nouvelle venue à Bollywood.

## Filmographie
Réalisateur
- 2005 : Socha Na Tha
- 2007 : Jab We Met
- 2009 : Love Aaj Kal
- 2011 : Rockstar
- 2014 : Highway
- 2015 : Tamasha
- 2017 : Jab Harry met Sejal
- 2020 : Love Aaj Kal 2

Scénariste
- 2005 : Socha Na Tha
- 2006 : Ahista Ahista
- 2007 : Jab We Met
- 2009 : Kandein Kadhalai
- 2012 : Cocktail
- 2014 : Highway
- 2015 : Tamasha
- 2017 : Jab Harry met Sejal
- 2018 : Laila Majnu
- 2020 : Love Aaj Kal 2

ActeurBlack Friday
MonteurSocha Na Tha

## Récompenses
Filmfare Awards 2008 :
- Meilleurs dialogues : Jab We Met - Lauréat
- Meilleur réalisateur : Jab We Met - Nommé
- Meilleur film : Jab We Met - Nommé